# Kanton Saint-Mathieu
Kanton Saint-Mathieu is een voormalig kanton van het Franse departement Haute-Vienne. Kanton Saint-Mathieu maakte deel uit van het arrondissement Rochechouart en telde 3407 inwoners in 1999. Het werd opgeheven bij decreet van 20 februari 2014, met uitwerking op 22 maart 2015. Alle gemeenten werden toegevoegd aan het kanton Rochechouart.

## Gemeenten
Het kanton Saint-Mathieu omvat de volgende gemeenten:
- Dournazac
- La Chapelle-Montbrandeix
- Maisonnais-sur-Tardoire
- Marval
- Pensol
- Saint-Mathieu (hoofdplaats)